# Flavio Alfaro (beisbolista)
Flavio Roman Alfaro (26 de octubre de 1961-27 de enero de 2021) fue un beisbolista estadounidense que se desempeñaba en la posición de campocorto y segunda base. Jugó una temporada en las ligas menores. Se destacó por formar parte del equipo de béisbol olímpico de los Estados Unidos que en 1984 ganó la medalla de plata.

## Primeros años
Flavio Alfaro nació en Los Ángeles el 26 de octubre de 1961. Asistió a Poly High School en San Fernando en el estado de California donde jugó en el equipo de béisbol de la escuela. Luego pasó a estudiar en el College of the Canyons de 1981 a 1982, en sus dos temporadas allí terminó con un promedio de bateo de 361 y 369, respectivamente, por lo que fue muy bien considerado por su forma defensiva tocar. Más tarde se trasladó a la Universidad Estatal de San Diego, donde jugó para el equipo de béisbol San Diego State Aztecco durante los años 1983 y 1984. Allí, bateó 387 con 11 Home run, 14 dobles y 52 carreras impulsadas (RBI).

## Carrera profesional

### Juegos Olímpicos de 1984
Formó parte de la Selección de béisbol de los Estados Unidos que participó los Juegos Olímpicos de 1984. Terminó jugando junto a futuros jugadores de las Grandes Ligas como Mark McGwire, Barry Larkin, Will Clark, Cory Snyder, Bobby Witt, Oddibe McDowell, Shane Mack, Gary Green y Bill Swift, entre otros. En el partido inaugural contra China, Alfaro llegó a la base por un error, y dio la vuelta para anotar la carrera ganadora del juego en la séptima entrada de una victoria por 2-1. Se procedió a conducir en una carrera y un hit dentro del cuadro en el segundo juego, un 16-1 reventón victoria contra Italia. Anotó con un jonrón de McDowell en las semifinales contra Corea del Sur. El equipo finalmente avanzó a la final, donde perdió 6-3 ante Japón. En ese juego, la demora de Alfaro en cubrir la segunda base en un intento de pickoff llevó a Kozo Shoda a robar la tercera y finalmente anotar.

### Ligas menores
Posteriormente fue seleccionado por los Atlanta Braves en la cuarta ronda del draft de la Grandes Ligas de 1984. Pasaría a jugar sólo una temporada en las ligas menores con los Durham Bulls Clase-A de la Liga de Carolina. Bateó 193 con 3 jonrones, 34 carreras impulsadas y 29 bases robadas en 110 juegos para el equipo, y jugó predominantemente en la segunda base. Fue canjeado a los Milwaukee Brewers en marzo de 1986, justo antes del inicio de la temporada, en un canje que involucró a los jugadores de Grandes Ligas Rick Cerone y Ted Simmons. Sin embargo, se retiró después de una lesión en la espalda y una disputa contractual con la gerencia de los Brewers sobre el nivel en las ligas menores que jugaría. Fue el primer jugador del equipo olímpico de 1984 en retirarse del béisbol profesional.

## Vida posterior
Después de retirarse del béisbol, se mudó a Sacramento en el estado de California y se convirtió en un agricultor de castañas.
Alfaro murió el 27 de enero de 2021. Tenía 59 años y sufría de cáncer de páncreas antes de su muerte.